# James Dickson (barnskådespelare)
James Douglas Dickson, född 16 augusti 1958 i Askims församling, är en svensk före detta barnskådespelare. Han spelade rollen som Herman Jonsson (alias Herkules) i julkalendern Herkules Jonssons storverk 1969. Han gjorde inga fler roller och blev senare VD på ett IT-konsultföretag och försäljningsansvarig på ett konsultföretag (2011).